# Ронерт-Парк (Каліфорнія)
Ронерт-Парк (англ. Rohnert Park) — місто (англ. city) в США, в окрузі Сонома штату Каліфорнія. Населення — 44 390 осіб (2020).

## Географія
Ронерт-Парк розташований за координатами 38°20′54″ пн. ш. 122°41′56″ зх. д. / 38.34833° пн. ш. 122.69889° зх. д. (38.348213, -122.698882).  За даними Бюро перепису населення США в 2010 році місто мало площу 18,15 км², з яких 18,14 км² — суходіл та 0,01 км² — водойми.

## Демографія
Згідно з переписом 2010 року, у місті мешкала 40 971 особа в 15 808 домогосподарствах у складі 9336 родин. Густота населення становила 2257 осіб/км².  Було 16551 помешкання (912/км²).
Расовий склад населення:
| - 76,1 % — білих - 5,2 % — азіатів - 1,9 % — чорних або афроамериканців - 1,0 % — корінних американців - 0,4 % — вихідців з тихоокеанських островів - 9,7 % — осіб інших рас |

До двох чи більше рас належало 5,7 %. Частка іспаномовних становила 22,1 % від усіх жителів.
За віковим діапазоном населення розподілялося таким чином: 20,9 % — особи молодші 18 років, 69,8 % — особи у віці 18—64 років, 9,3 % — особи у віці 65 років та старші. Медіана віку мешканця становила 33,0 року. На 100 осіб жіночої статі у місті припадало 95,3 чоловіків;  на 100 жінок у віці від 18 років та старших — 92,7 чоловіків також старших 18 років.
Середній дохід на одне домашнє господарство  становив 68 811 долар США (медіана — 58 317), а середній дохід на одну сім'ю — 80 682 долари (медіана — 70 800). Медіана доходів становила 52 193 долари для чоловіків та 44 054 долари для жінок. За межею бідності перебувало 15,2 % осіб, у тому числі 9,6 % дітей у віці до 18 років та 8,8 % осіб у віці 65 років та старших.
Цивільне працевлаштоване населення становило 21 248 осіб. Основні галузі зайнятості: освіта, охорона здоров'я та соціальна допомога — 20,4 %, роздрібна торгівля — 15,0 %, мистецтво, розваги та відпочинок — 12,6 %, науковці, спеціалісти, менеджери — 10,7 %.